# HD 43847
HD 43847，又名CD-39 2491，SAO 196646、HR 2262，是一颗恒星，视星等为6，位于銀經246.6，銀緯-23.14，其B1900.0坐标为赤經6h 13m 17.3s，赤緯-39° -23.14′ 39″。